# Elevador de Santa Luzia

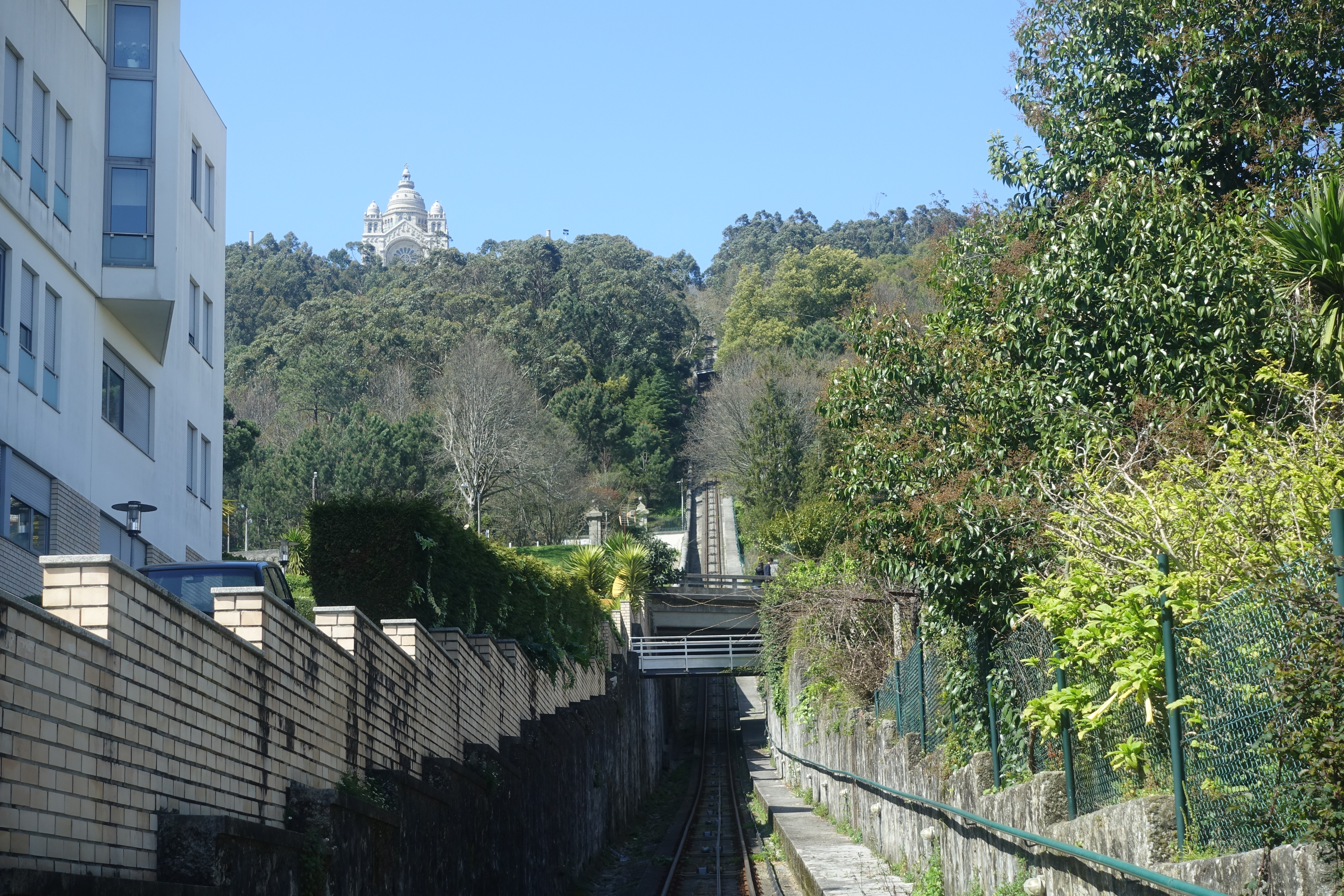
Aspeto da via, com o Santuário acima à direita.

O Elevador de Santa Luzia está localizado no Monte de Santa Luzia, em Viana do Castelo (freguesia de Santa Maria Maior), no noroeste de Portugal. É um funicular que liga a Estação Ferroviária de Viana do Castelo ao Santuário de Santa Luzia, no cimo do monte do mesmo nome.

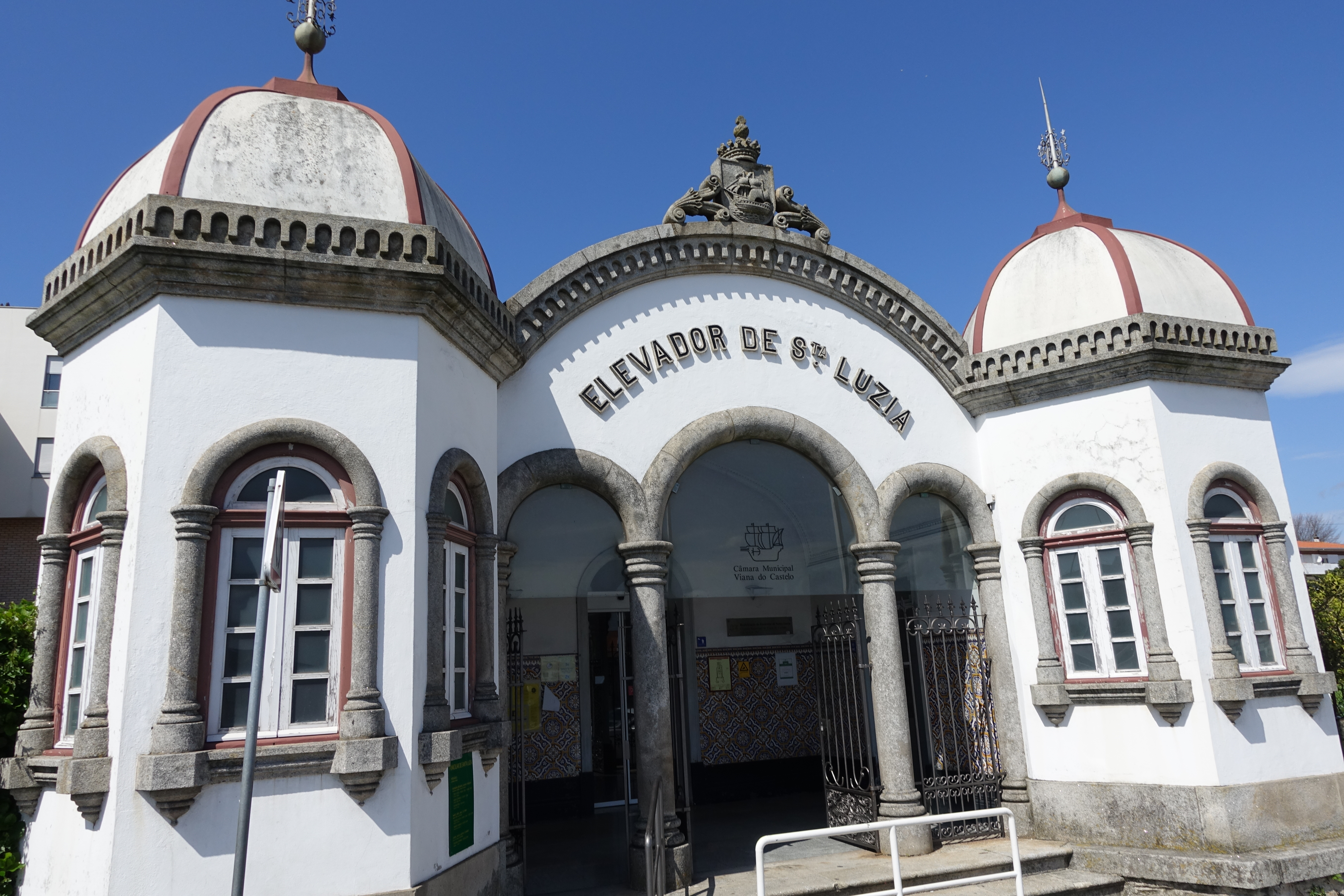
Estação inferior

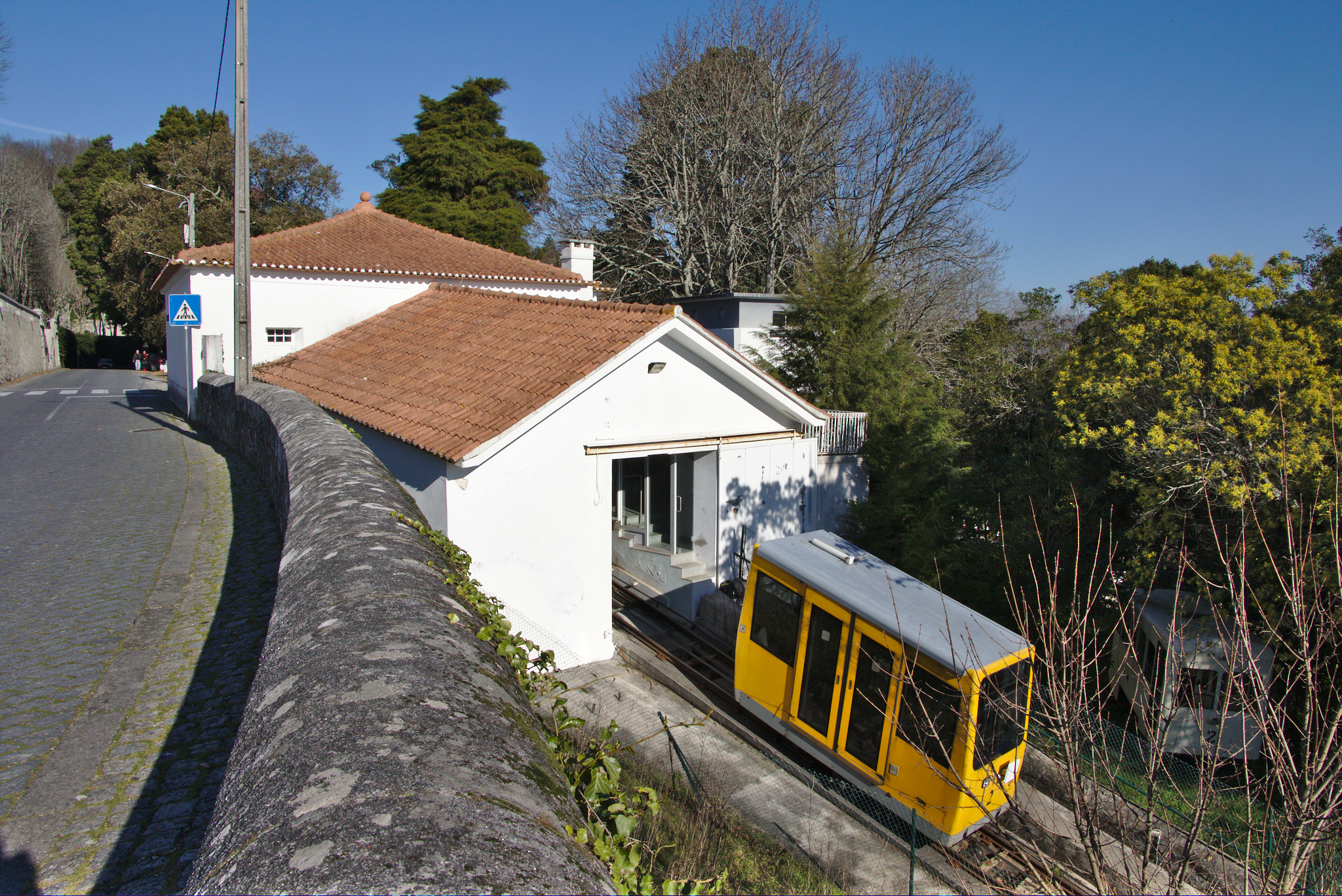
Estação superior

## História
Nos inícios de 1922, chegou à estação de Viana do Castelo o material para o Elevador de Santa Luzia, que foi transportado por comboio. Construído por iniciativa do empresário e engenheiro portuense Bernardo Pinto Abrunhosa, foi inaugurado em 02 de julho de 1923 (102 anos).
Em 2001, sendo concessionária a empresa Somartis, foi desativado e entrou em processo de degradação. Foi adquirido pela Câmara de Viana em junho de 2005 e submetido a trabalhos de restauração por parte das empresas Efacec/Liftech. Algumas peças foram fabricadas em Espanha, nomeadamente as carruagens, na empresa Ingeniería y Servicios de Montaña (ISM), de Saragoça. Foi reaberto ao público em 05 de abril de 2007.
A sua exploração é feita pela Câmara Municipal de Viana do Castelo, perante a responsabilidade técnica da empresa Liftech.

## Características
- Distância: 650 metros (o maior do país);
- Desnível: 160 metros (o maior do país);
- Inclinação média: 25%;
- Velocidade nominal: 2 m/s;
- Tipo de via: única, com cruzamento;
- Fonte de energia: elétrica;
- Energia de socorro: motor a diesel para a movimentação e baterias para os sistemas elétricos;
- Sistemas de travagem no grupo motriz: 3 (normal [elétrico], de serviço e de emergência [hidráulicos]);
- Sistemas de travagem nos veículos: 2 travões de via (ao carril) hidráulicos;
- Funcionamento: as carruagens funcionam em contrapeso, ou seja, a que desce ajuda a puxar a que sobe, cruzando-se exatamente a meio do percurso. O motor elétrico ajuda a vencer a diferença de carga nas cabinas e o desnível do percurso;
- Número de passageiros por cabina: 20, com a possibilidade de transporte de bicicletas;
- Tempo de viagem: 7 minutos.